# Jūrmala
Jūrmala (deutsch Riga-Strand) ist ein lettischer Ostsee-Badeort am Rigaischen Meerbusen mit 50.190 Einwohnern (Stand: 1. Januar 2022).

## Geographie

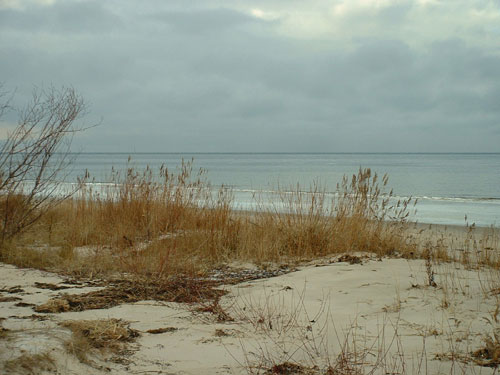
Strand von Jūrmala im Winter

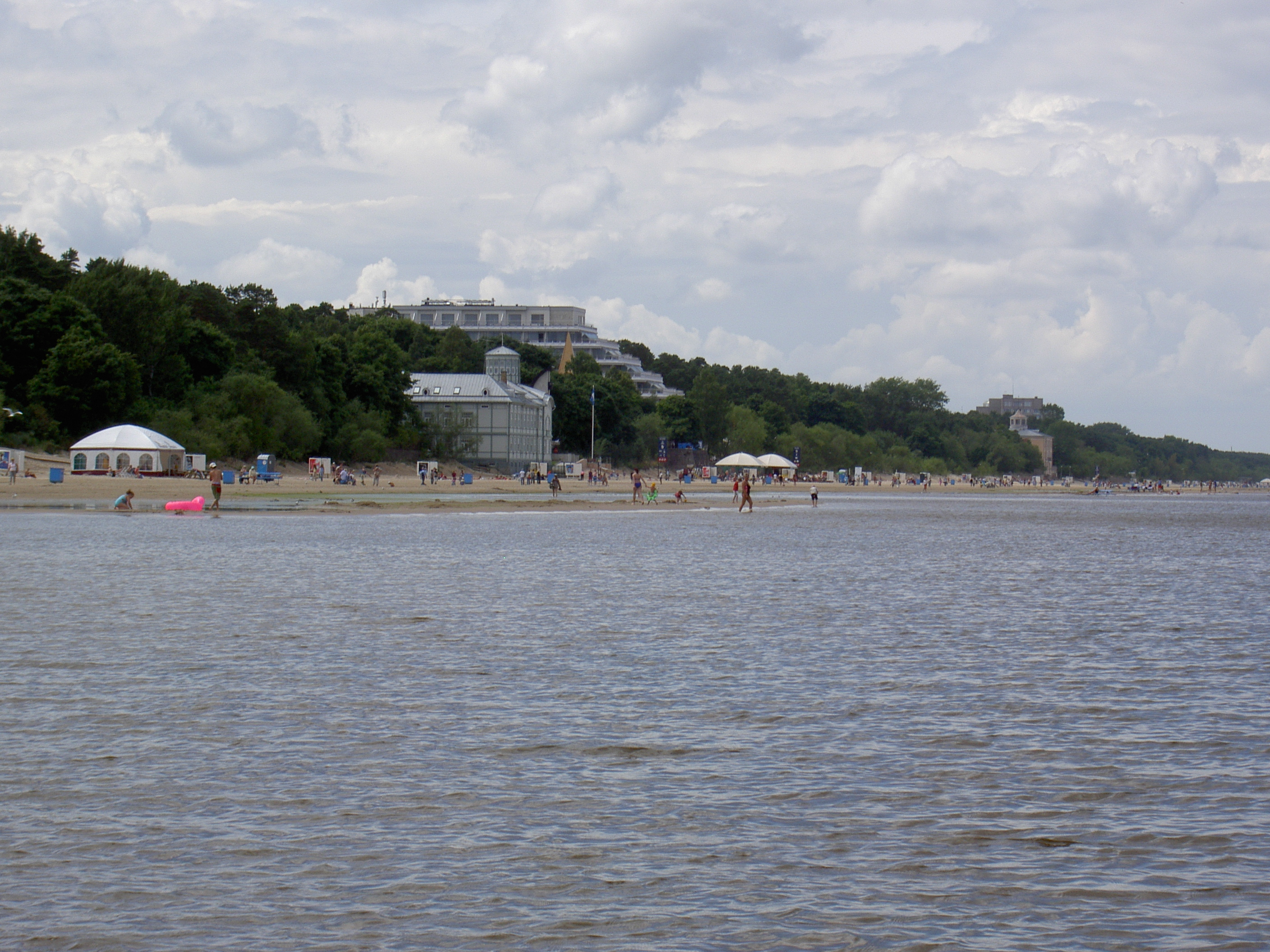
Blick auf die Küste

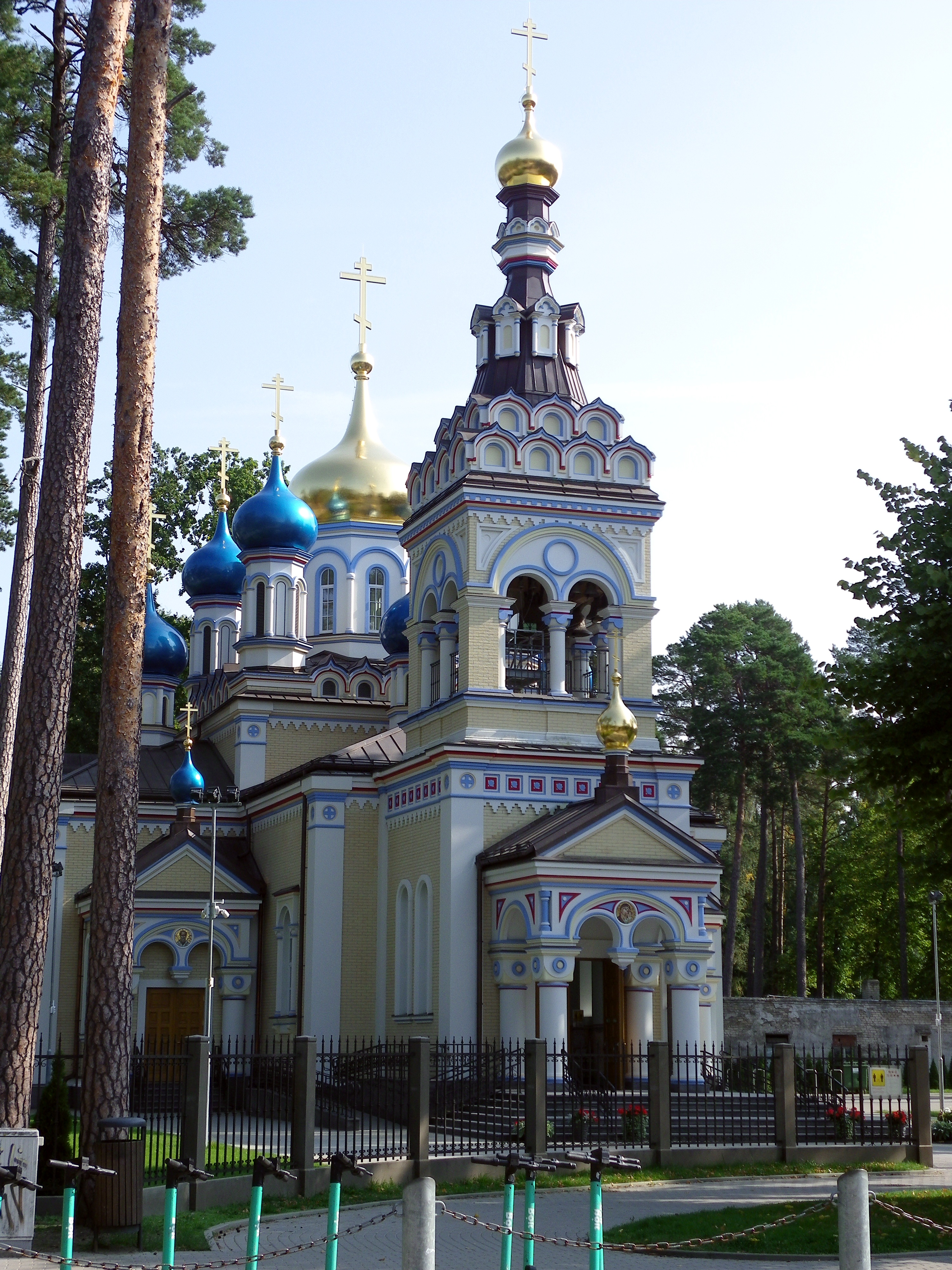
Orthodoxe Kirche der Kasaner Gottesmutter

In Jūrmala mündet die Lielupe ins Meer, 10 km südöstlich befindet sich die lettische Hauptstadt Riga.
Jūrmala erstreckt sich über etwa 40 km nordwestlich von Riga entlang der Küstenlinie und setzt sich von West nach Ost aus 15 Teilorten zusammen:
Ķemeri, Jaunķemeri, Sloka, Kauguri, Vaivari, Asari, Melluži, Pumpuri, Jaundubulti, Dubulti, Majori (Majorenhof), Dzintari, Bulduri, Lielupe und Priedaine
Der Ortsteil Bulduri hieß deutsch früher Bilderlingshof und war vor 1914 der bevorzugte Sitz der deutsch-baltischen Intelligenz, des Geld- und Blutadels. Ein Teil zwischen Dzintari und Bulduri wurde eine Zeit lang Edinburgh genannt, zu Ehren der Eheschließung zwischen Maria Alexandrowna Romanowa und dem britischen Prinzen Alfred im Jahre 1874.
In Jūrmala gibt es Freizeiteinrichtungen, eine Promenade und Gastronomie. Der Ort hat einen langen weißen Strand, der sich nach Osten 10 km auf Riga zu erstreckt, während man westwärts, durch nichts unterbrochen, mehr als 20 km an einem Stück vorfindet.
Jūrmala ist ein Kurort, der nur nach Entrichtung einer Straßenbenutzungsgebühr, einer Art Kurtaxe, von Gästen befahren werden darf; er gilt als bevorzugte Wohnlage. Sehenswert sind die Villen in Holzbauweise aus der Zeit um 1900, die im Jugendstil errichtet wurden. Im Ortsteil Ķemeri befinden sich schwefelhaltige Heilquellen.

## Geschichte
1783 wurde das Gebiet um Sloka (Schlock) vom Herzogtum Kurland abgeteilt und vom russischen Imperium übernommen. Ķemeri (deutsch: Bad Kemmern) war seit 1838 Kurort, nach Baldone der zweite im Gebiet des heutigen Lettland. Sloka erhielt 1878 Stadtrechte. 1896 entstand eine Papierfabrik. Nach dem Bau der Bahnstrecke Torņakalns–Tukums wurde der Strand durch seine Nähe zu Riga ein beliebtes Naherholungsgebiet. Verschiedene Strandorte wurden 1920 zur Stadt „Rīgas Jūrmalas“ (Strand von Riga) zusammengefasst. 1959 entstand die eigenständige Stadt Jūrmala durch die Eingemeindungen von Sloka und Ķemeri.
In Jūrmala fand bis 2014 der Musikwettbewerb „Jaunais vilnis“ (Neue Welle, russisch Новая волна Nowaja Wolna) statt. An diesem Wettbewerb nahmen Musiker aus den Nachfolgestaaten der Sowjetunion teil. Nach einem Einreiseverbot für drei russische Künstler, die die  russische Krim-Annexion unterstützt hatten, sagten die russischen Organisatoren den Musikwettbewerb und weitere Festivals in Jūrmala ab und verlegten sie nach Sotschi und Swetlogorsk.
2017/2018 entstand der umstrittene Neubau der russisch-orthodoxen Kirche der Kasaner Gottesmutter.

## Einrichtungen
In Jūrmala befindet sich das bekannte Konzerthaus Dzintaru koncertzāle und das Literaturmuseum Rainis-und-Aspazija-Sommerhaus.

## Sehenswürdigkeiten

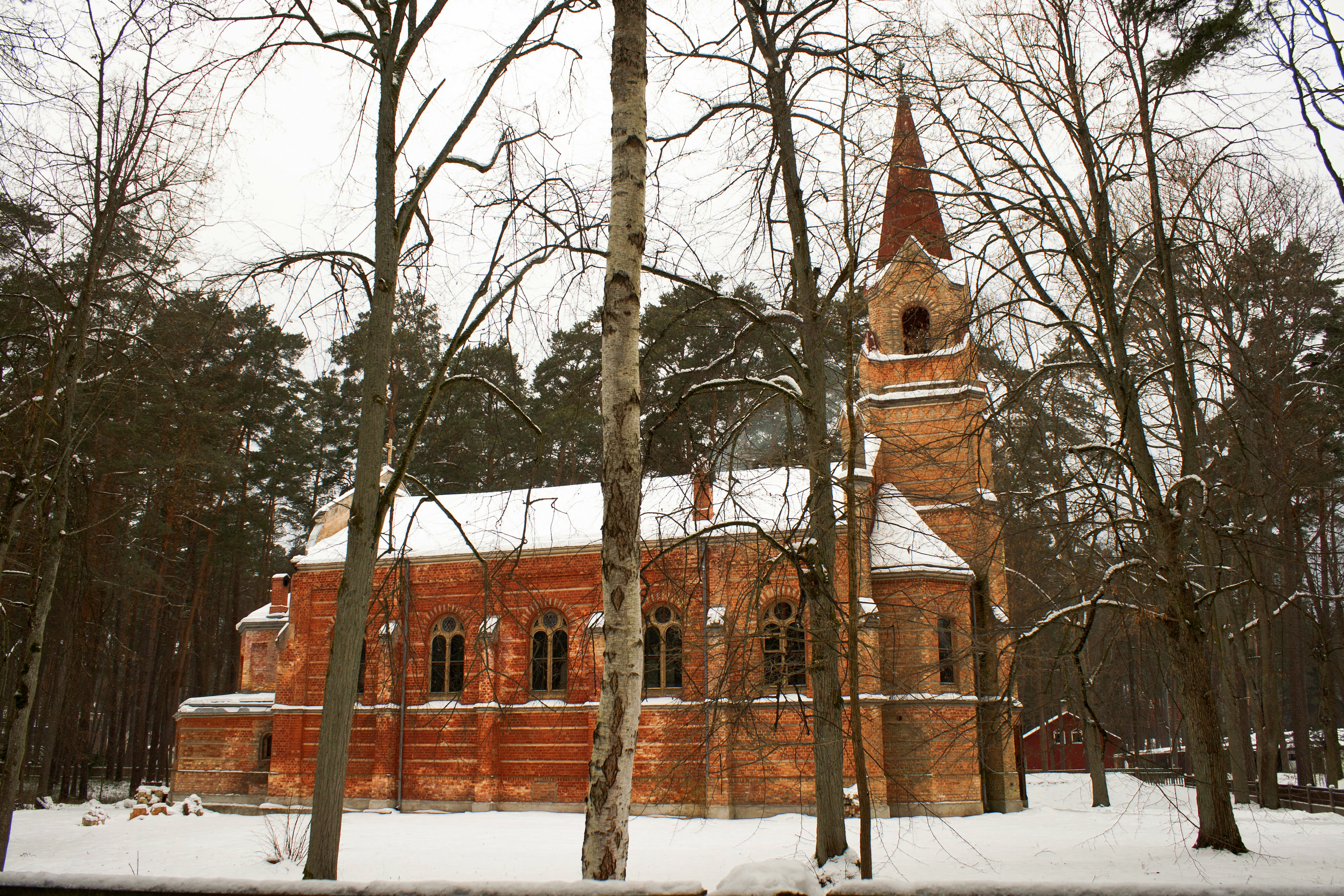
Lutherische Kirche in Bulduri (Bilderlingshof), erbaut von 1888 bis 1889
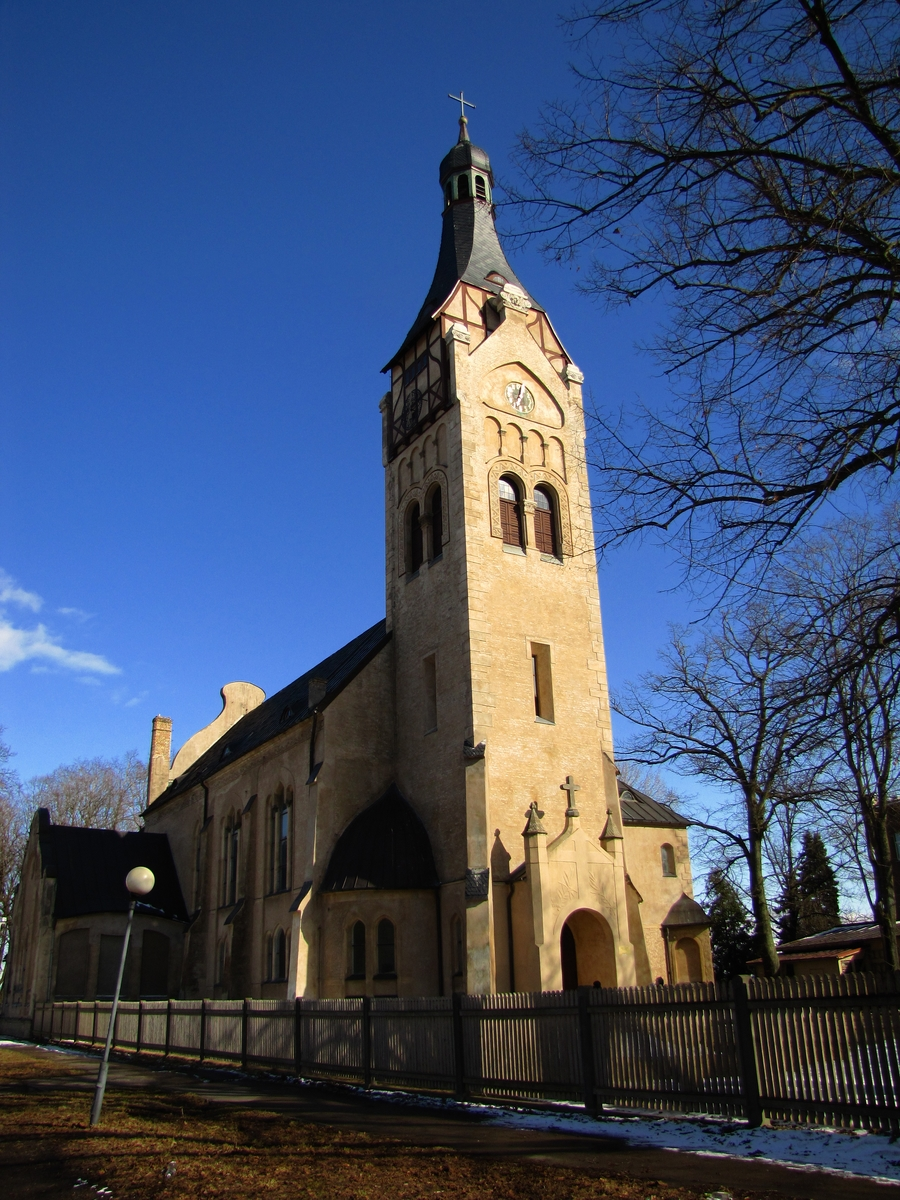
Lutherische Kirche in Dubulti (Dubbeln), erbaut von 1905 bis 1907 nach Plänen von Edgar von Friesendorff und Wilhelm Bockslaff
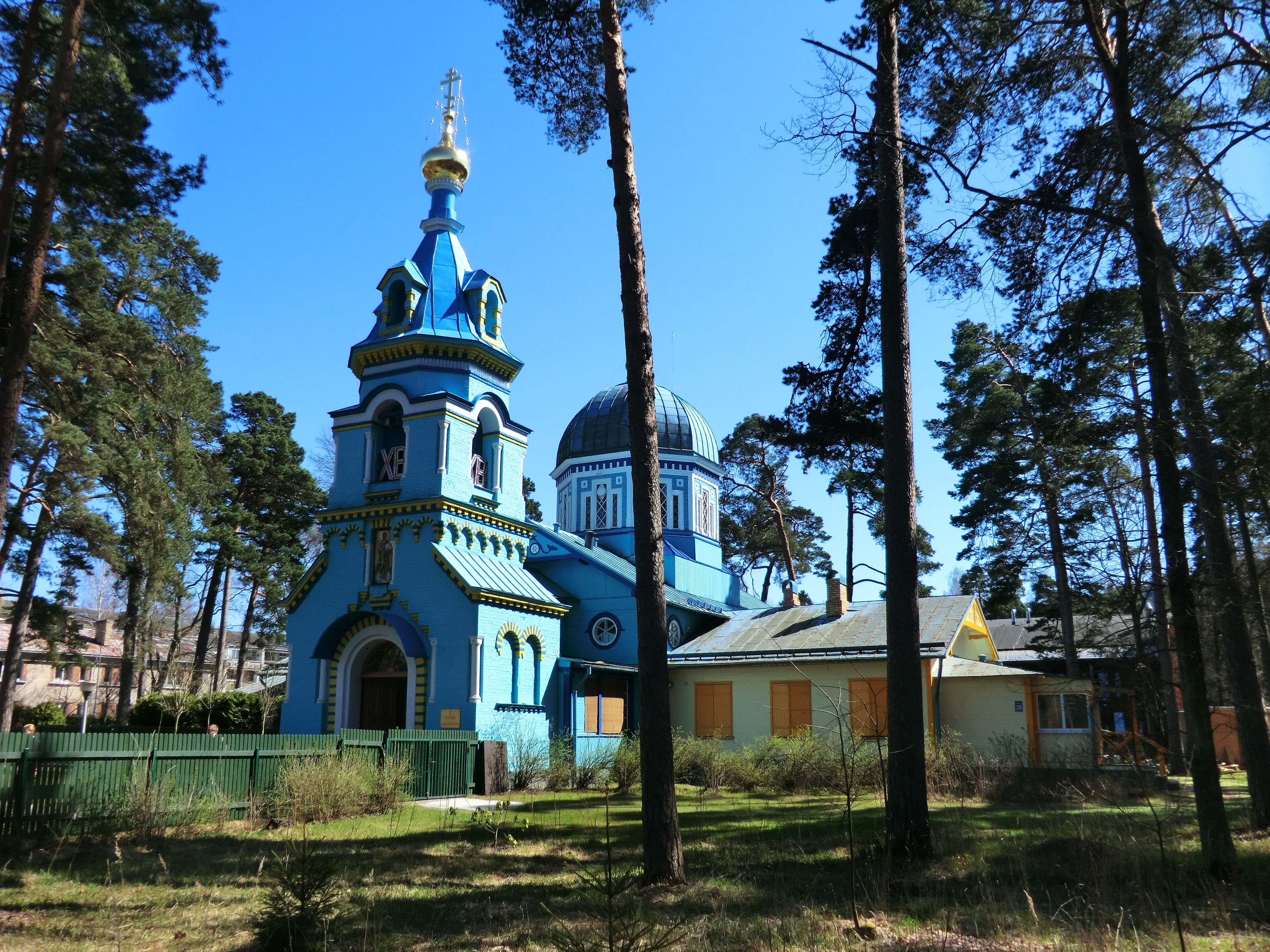
Orthodoxe Wladimirkirche in Dubulti, erbaut 1867
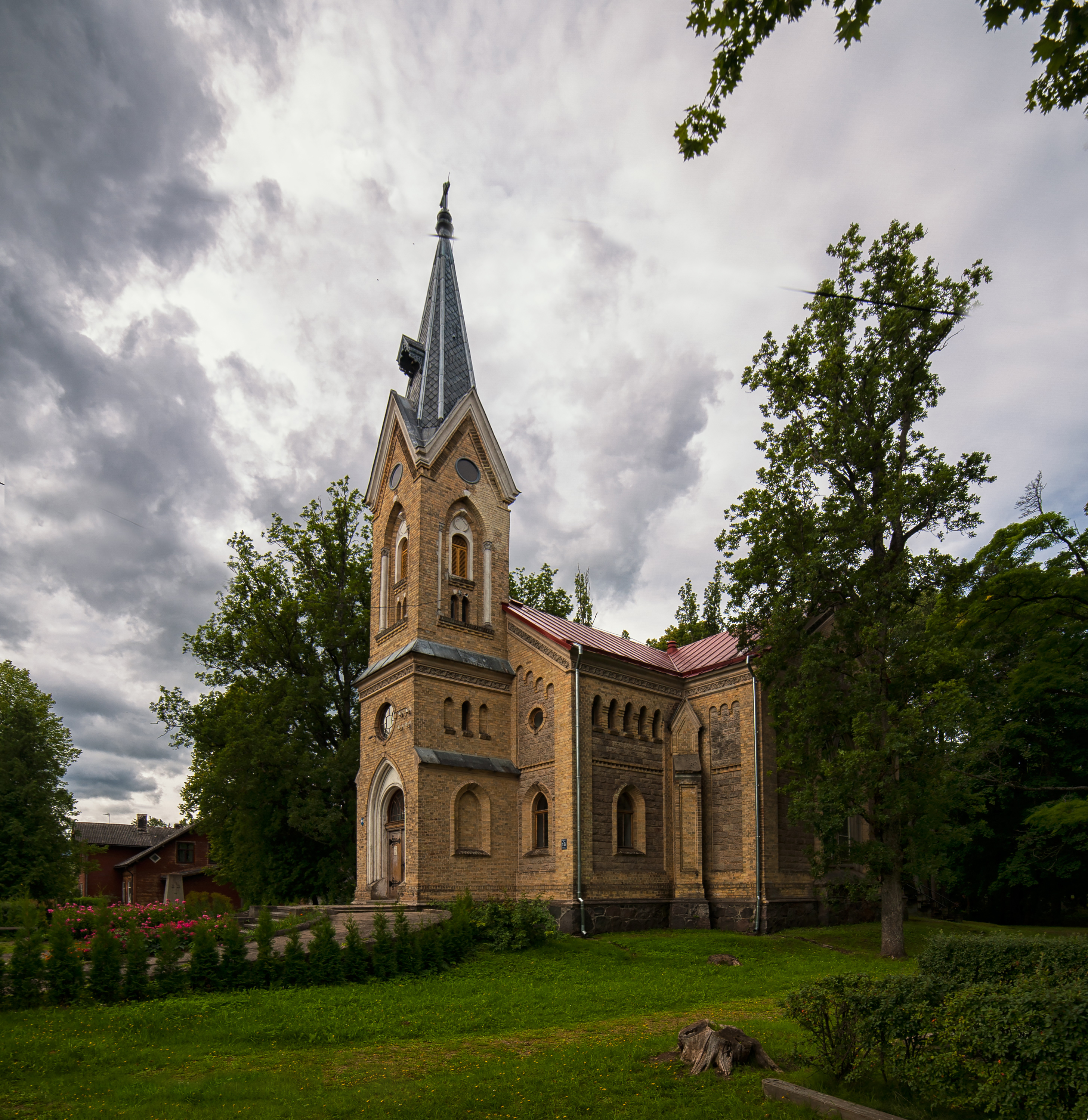
Lutherische Kirche in Kemeri (Kemmern), erbaut von 1889 bis 1897 von Heinrich Carl Scheel
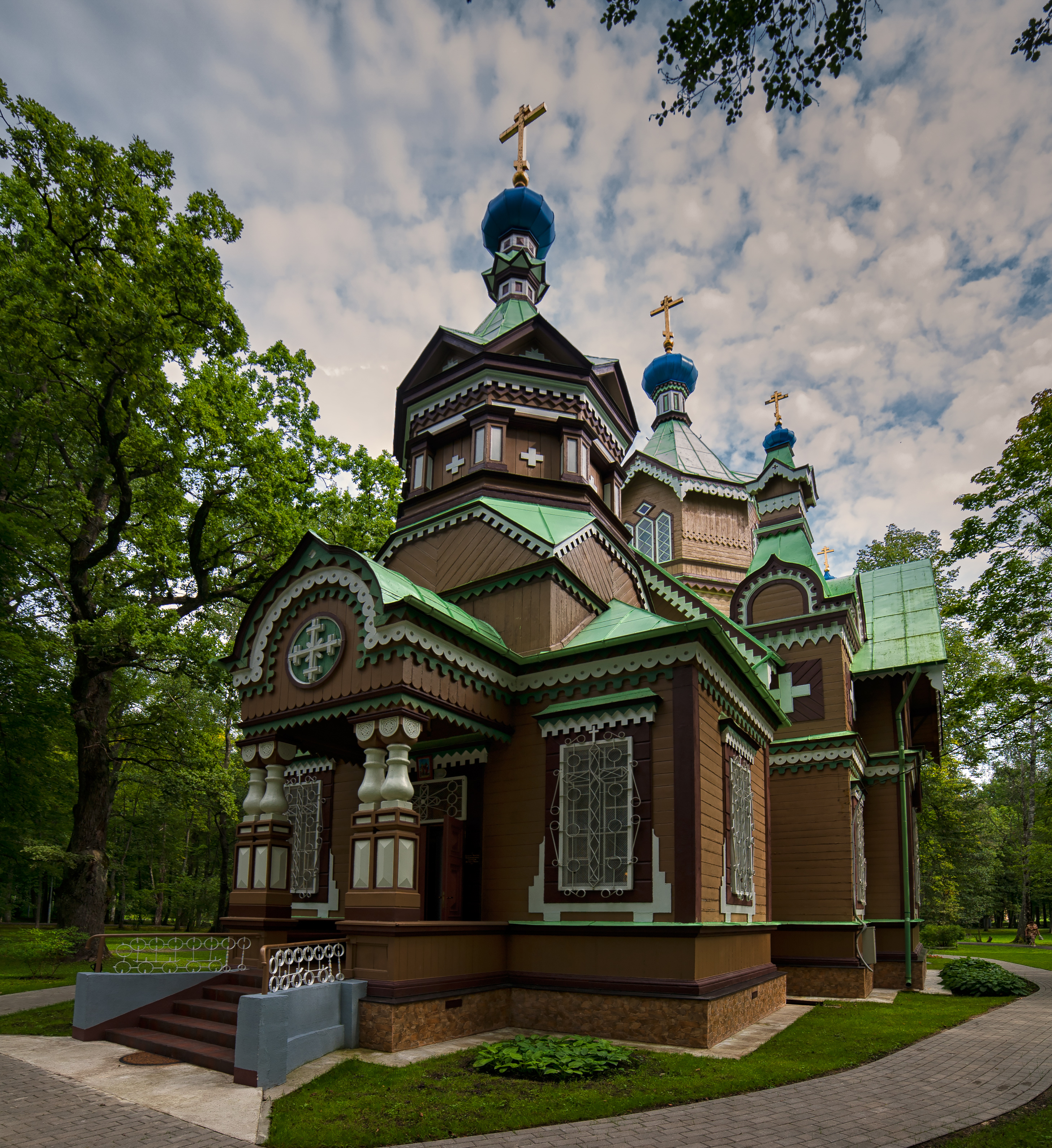
Orthodoxe Kirche der Heiligen Apostel Petrus und Paulus in Ķemeri, errichtet von 1892 bis 1893
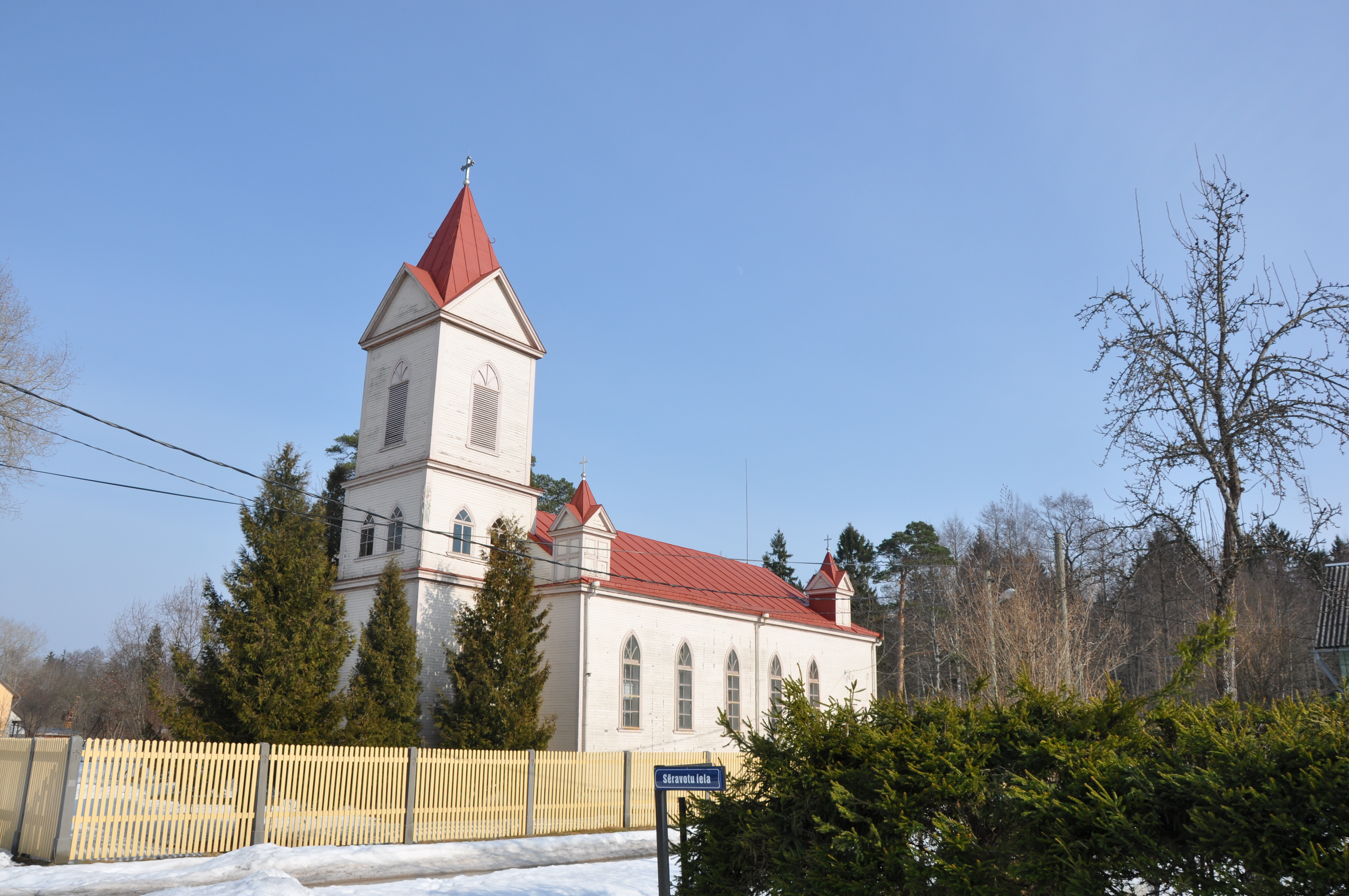
Katholische Kirche Johannes des Täufers in Kemeri
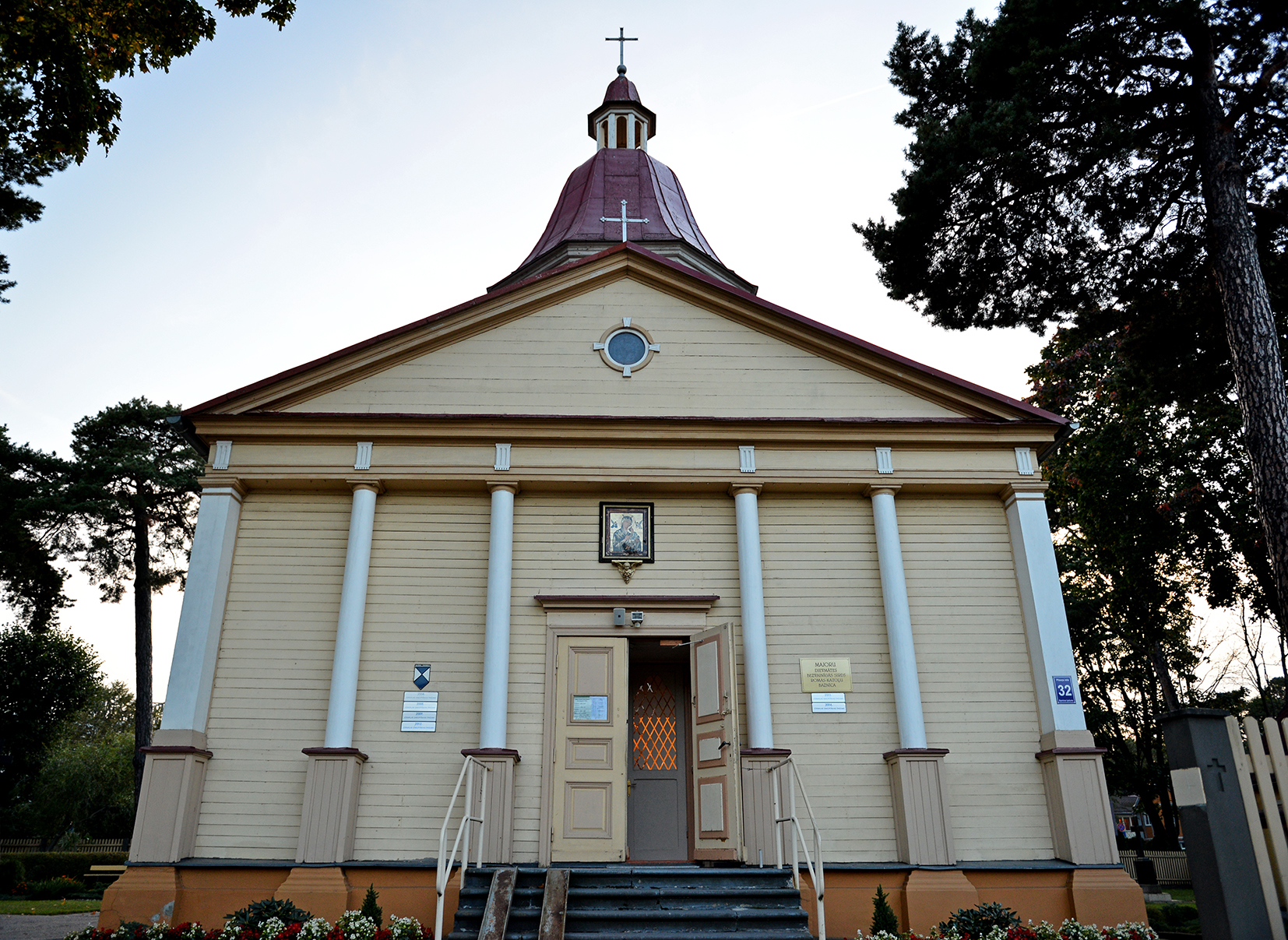
Katholische Kirche in Majori (Majorenhof)
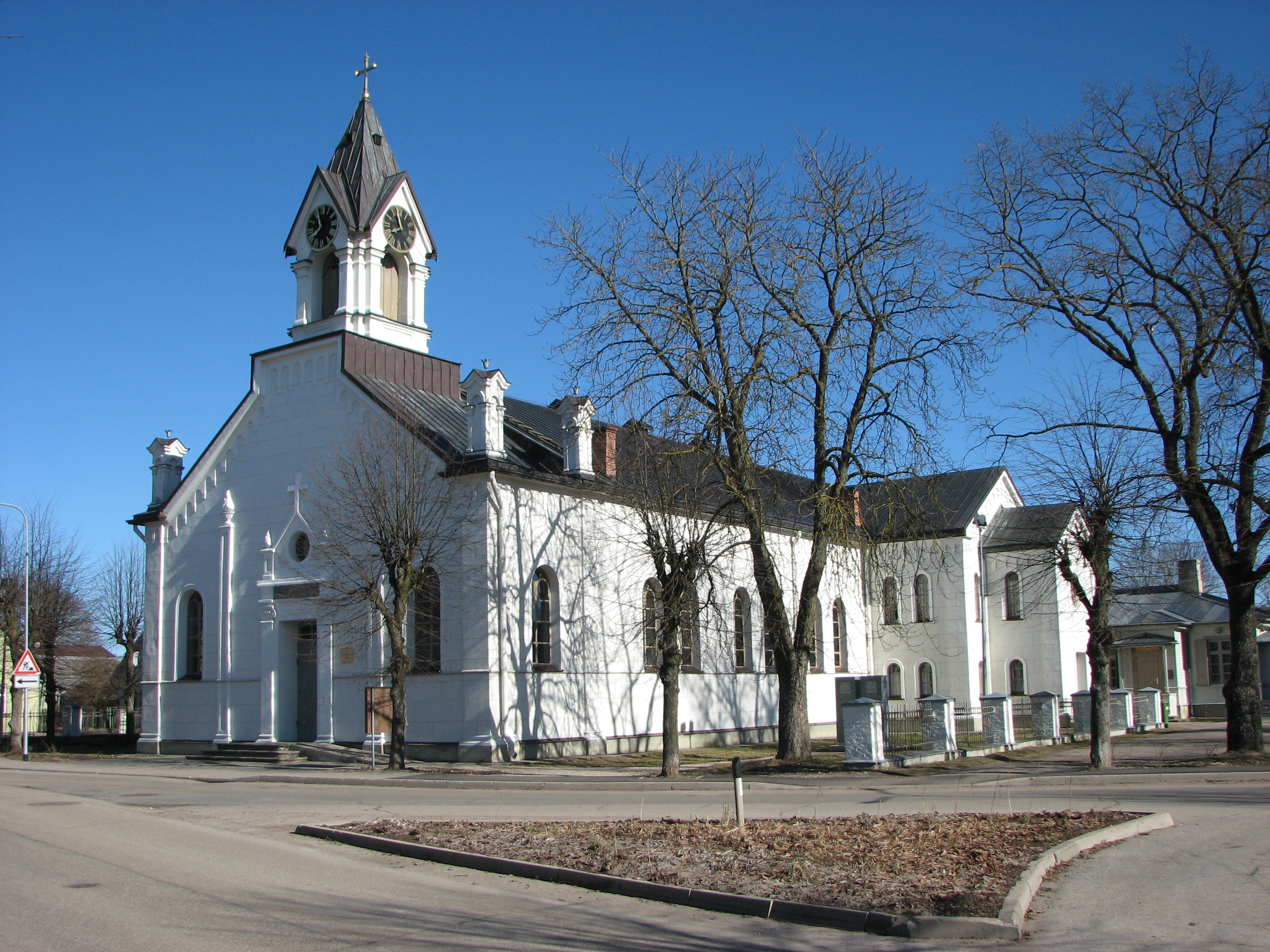
Lutherische Kirche in Sloka (Schlock)

## Städtepartnerschaften
Als Partnerstädte nennt Jūrmala folgende Städte:
- Admiralteiski rajon, Sankt Petersburg, Russland
- Aluschta, Krim, Ukraine
- Anadia, Portugal
- Anaklia, Georgien
- Aschdod, Israel
- Cabourg, Frankreich
- Chanty-Mansijsk, Russland
- Eskilstuna, Schweden
- Gävle, Schweden
- Jakobstad / Pietarsaari, Finnland
- Jilin, China
- Kasan, Russland
- Oblast Moskau, Russland
- Palanga, Litauen
- Pärnu, Estland
- Samarqand, Usbekistan
- Shenyang, China
- Terracina, Italien
- Türkmenbaşy, Turkmenistan
- Zqaltubo, Georgien

## Söhne und Töchter der Stadt
(in der Reihenfolge des Geburtsjahres)
- Sidney von Wöhrmann  (1862–1939), geb. in Dubbeln/Dubulti, Zoologe (Malakologe) und Paläontologe
- Egbert Schwarz (1890–1966), deutscher Chirurg und Hochschullehrer
- Reinhard Wittram (1902–1973), deutscher Historiker
- Bruno von Freytag-Löringhoff (1912–1996), deutscher Philosoph und Mathematiker
- Amanda Aizpuriete (1956–2023), Lyrikerin und Übersetzerin
- Alexander Kaleri (* 1956), russischer Kosmonaut
- Artis Pabriks (* 1966), Politologe und Politiker, Gründungsmitglied der Tautas Partija, von 2004 bis 2007 lettischer Außenminister
- Edgars Rinkēvičs (* 1973), Politiker
- Daniels Pavļuts (* 1976), Politiker
- Arvīds Reķis (* 1979), Eishockeyspieler
- Vestards Šimkus (* 1984), Pianist
- Vineta Sareika (* 1986), Geigerin und Hochschullehrerin
- Imants Blūzmanis (* 1987), Pianist
- Oskars Muižnieks (* 1989), Biathlet und Skilangläufer
- Roberts Bukarts (* 1990), Eishockeyspieler
- Rihards Bukarts (* 1995), Eishockeyspieler
- Kristiāns Rubīns (* 1997), Eishockeyspieler
- Tīna Graudiņa (* 1998), Beachvolleyballspielerin
- Nils Puriņš (* 1998), Fußballtorhüter
- Ričards Vanags (* 2002), Basketballspieler

## Jūrmala in Film und Literatur
Der deutsche Spielfilm Das Blaue vom Himmel aus dem Jahr 2011 thematisiert das Schicksal einer deutschbaltischen Familie in der Stadt während der 1930er, 1940er und 1990er Jahre.